# ظبق هزاول (الريدة)
'

تعديل مصدري - تعديل

ظبق هزاول هي إحدى قرى عزلة الريدة وقصيعر بمديرية الريدة وقصيعر التابعة لمحافظة حضرموت، بلغ تعداد سكانها 460 نسمة حسب تعداد اليمن لعام 2004.